# 飯村未侑
飯村 未侑（いいむら みゆう、1996年11月16日 - ）は、日本の女優。青森県出身。ヒラタオフィスに所属していた。

## 来歴・人物
2013年公開の「奇跡のリンゴ」に出演し、注目される。
2019年 NHK大河ドラマ「 いだてん〜東京オリムピック噺〜」出演以降、女優活動を行っていない。

## 出演

### 映画
- ある夜のできごと（2010年公開） - マキ 役
- 奇跡のリンゴ（2013年公開） - 木村美栄子(ヒロインの高校生時代) 役
- 48HOUR FILM PROJECT 短編 さよならホームラン（2016年） - ヒロイン
- 少女（2016年10月8日公開） - 萌 役
- ぐちゃぐちゃ（2017年3月4日公開）- 仁美 役

### テレビドラマ
- 奉納イデア毛抜き祭り（2010年 NHKBS-hi）
- 緊急取調室スペシャルドラマ（2015年9月27日、テレビ朝日） - 早苗（高校時代）役
- きんぴか 第3話（2016年2月27日、WOWOW） - 田口美子役
- レンタル救世主 第10話（2016年12月11日、日本テレビ）
- 嫌われる勇気 第3話（2017年1月26日、フジテレビ） - 市川葵 役
- いだてん〜東京オリムピック噺〜（2019年、NHK大河ドラマ） - 美濃部美津子（少女時代）役

### 舞台
- 銀河鉄道の夜（2015年9月3日〜20日、東京/地方） - タダシ役

### PV
- SHISHAMO「さよならの季節」（2015年）
- Fo'xTails「Innocent Graffiti」（2015年）
- FIVE NEW OLD「Stay (Want You Mine)」（2017年）

### CM
- 全国LPガス協会（2011年10月〜）
- かぼちゃの馬車 WEBコンセプトムービー（2016年2月〜）
- ケンタッキー・フライド・チキン「味わい岩塩チキン」（2016年5月〜）
- ドミノピザ BOGO「変身」篇（2016年12月〜）